# Сезар (кінопремія, 2008)

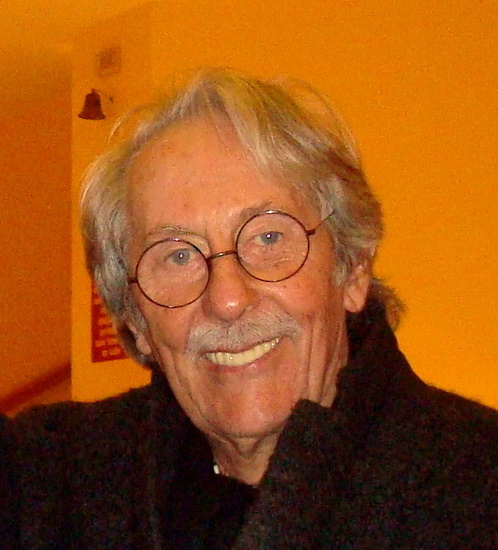
Президент 33-ї церемонії «Сезара» Жан Рошфор

33-тя церемонія вручення нагород премії «Сезар» Академії мистецтв та технологій кінематографа за заслуги у царині французького кінематографу за 2007 рік відбулася 22 лютого 2008 року в Театрі Шатле (Париж, Франція). Номінантів було оголошено 25 січня 2008 року.
Церемонія проходила під головуванням Жана Рошфора, розпорядником та ведучим виступив французький актор, режисер та сценарист Антуан де Кон. Найкращим фільмом визнано стрічку Кус-кус і барабулька режисера Абделатіфа Кешиша.

## Статистика
Фільми, що отримали декілька номінацій:
| Фільм                                               | Номінації | Перемоги |
| --------------------------------------------------- | --------- | -------- |
| • Життя у рожевому кольорі / La Môme                | 11        | 5        |
| • Сімейна таємниця / Un secret                      | 11        | 1        |
| • Скафандр і метелик / Le Scaphandre et le Papillon | 7         | 2        |
| • Персеполіс / Persepolis                           | 6         | 2        |
| • Кус-кус і барабулька / La Graine et le Mulet      | 5         | 4        |
| • Мольєр / Molière                                  | 4         | —        |
| • Свідки / Les Témoins                              | 4         | 1        |
| • Близькі вороги / L'Ennemi intime                  | 3         | —        |
| • Водяні лілії / Naissance des pieuvres             | 3         | —        |
| • Друге дихання / Le Deuxième Souffle               | 3         | —        |
| • І нехай усе танцює! / Faut que ça danse !         | 3         | —        |
| • Просто разом / Ensemble, c'est tout               | 3         | 1        |
| • Ті, хто залишається / Ceux qui restent            | 3         | —        |
| • Дорога́ / Darling                                  | 2         | —        |
| • Жаку-бідняк / Jacquou le Croquant                 | 2         | —        |

## Список лауреатів та номінантів
★Переможців виділено окремим кольором.

### Основні категорії
| Категорії                        | Лауреати та номінанти                                                                                               | Лауреати та номінанти                                                                                        |
| -------------------------------- | --- | --- |
| Найкращий фільм                  | ★ Кус-кус і барабулька / La Graine et le Mulet (продюсер: Клод Беррі, реж.: Абделатіф Кешиш)                        | ★ Кус-кус і барабулька / La Graine et le Mulet (продюсер: Клод Беррі, реж.: Абделатіф Кешиш)                 |
| Найкращий фільм                  | • Життя у рожевому кольорі / La Môme (продюсер: Ален Голдман (Alain Goldman), реж.: Олів'є Даан)                    | |
| Найкращий фільм                  | • Персеполіс (м/ф) / Persepolis (продюсери: Марк-Антуан Робер, Ксав'є Ріґо, реж.: Маржан Сатрапі, Венсан Паронно)   | |
| Найкращий фільм                  | • Скафандр і метелик / Le Scaphandre et le Papillon (продюсер: Жером Сейду (Jérôme Seydoux), реж.: Джуліан Шнабель) | |
| Найкращий фільм                  | • Сімейна таємниця (продюсер: Ів Марміон, реж.: Клод Міллер)                                                        | |
| Найкраща режисерська робота      | | ★ Абделатіф Кешиш за фільм «Кус-кус і барабулька»                                                            |
| Найкраща режисерська робота      | • Олів'є Даан — «Життя у рожевому кольорі»                                                                          | |
| Найкраща режисерська робота      | • Джуліан Шнабель — «Скафандр і метелик»                                                                            | |
| Найкраща режисерська робота      | • Андре Тешіне — «Свідки»                                                                                           | |
| Найкраща режисерська робота      | • Клод Міллер — «Сімейна таємниця»                                                                                  | |
| Найкращий актор                  | | ★ Матьє Амальрік — «Скафандр і метелик» (за роль Жана-Домініка Бобі)                                         |
| Найкращий актор                  | • Мішель Блан — «Свідки» (за роль Адріана)                                                                          | |
| Найкращий актор                  | • Жан-П'єр Дарруссен — «Діалог з моїм садівником» (Dialogue avec mon jardinier) (за роль садівника Дюжардена)       | |
| Найкращий актор                  | • Венсан Лендон — «Ті, хто залишається» (Ceux qui restent) (за роль Бертрана Льєва)                                 | |
| Найкращий актор                  | • Жан-П'єр Мар'єль — «І нехай усе танцює!» (Faut que ça danse !) (за роль Соломона Беллінськи)                      | |
| Найкраща акторка                 | | ★ Маріон Котіяр — «Життя у рожевому кольорі» (за роль Едіт Піаф)                                             |
| Найкраща акторка                 | • Ізабель Карре — «Анна М.» (Anna M.) (за роль Анни М.)                                                             | |
| Найкраща акторка                 | • Сесіль де Франс — «Сімейна таємниця» (за роль Тані Стірн / Грімбер)                                               | |
| Найкраща акторка                 | • Марина Фоїс — «Дорога́» (Darling (film, 2007)) (за роль Катрін / Софі / Сесіль Ніколь)                             | |
| Найкраща акторка                 | • Катрін Фро — «Одетта Тулемонд» (за роль Одетти Тулемонд)                                                          | |
| Найкращий актор другого плану    | | ★ Самі Буажила — «Свідки» (за роль Мехді)                                                                    |
| Найкращий актор другого плану    | • Паскаль Греггорі — «Життя у рожевому кольорі» (за роль Луї Барр'єра)                                              | |
| Найкращий актор другого плану    | • Майкл Лонсдейл — «Людський фактор» (La Question humaine) (за роль Матіаса Жюста)                                  | |
| Найкращий актор другого плану    | • Фабріс Лукіні — «Мольєр» (за роль месьє Жордена)                                                                  | |
| Найкращий актор другого плану    | • Лоран Стокер — «Просто разом» (за роль Філібера)                                                                  | |
| Найкраща акторка другого плану   | | ★ Жулі Депардьє — «Сімейна таємниця» (за роль Луїзи)                                                         |
| Найкраща акторка другого плану   | • Ноемі Львовскі — «Сон попередньої ночі» (Actrices (film, 2007)) (за роль Наталі)                                  | |
| Найкраща акторка другого плану   | • Бюль Ож'є — «І нехай усе танцює!» (за роль Женев'єви Беллінськи)                                                  | |
| Найкраща акторка другого плану   | • Людівін Саньє — «Сімейна таємниця» (за роль Ханни)                                                                | |
| Найкраща акторка другого плану   | • Сільвія Тестю — «Життя у рожевому кольорі» (за роль Момони)                                                       | |
| Найперспективніший актор         | | ★ Лоран Стокер — «Просто разом»                                                                              |
| Найперспективніший актор         | • Ніколя Казаль — «Син бакалійника» (Le Fils de l'épicier)                                                          | |
| Найперспективніший актор         | • Грегуар Лепренс-Ренге — «Усі пісні лише про кохання»                                                              | |
| Найперспективніший актор         | • Жоан Ліберо (Johan Libéreau) — «Свідки»                                                                           | |
| Найперспективніший актор         | • Жослін Ківрен — «99 франків»                                                                                      | |
| Найперспективніша акторка        | | ★ Афсія Ерзі — «Кус-кус і барабулька»                                                                        |
| Найперспективніша акторка        | • Луїз Блашер (Louise Blachère) — «Водяні лілії» (за роль Анни)                                                     | |
| Найперспективніша акторка        | • Адель Енель — «Водяні лілії» (за роль Флоріани)                                                                   | |
| Найперспективніша акторка        | • Одрі Дана (Audrey Dana) — «Залізничний роман»                                                                     | |
| Найперспективніша акторка        | • Клотильда Ем — «Усі пісні лише про кохання»                                                                       | |
| Найкращий оригінальний сценарій  | | ★ Абделатіф Кешиш — «Кус-кус і барабулька»                                                                   |
| Найкращий оригінальний сценарій  | • Жулі Дельпі — «2 дні у Парижі»                                                                                    | |
| Найкращий оригінальний сценарій  | • Анн Ле Ні (Anne Le Ny) — «Ті, хто залишається»                                                                    | |
| Найкращий оригінальний сценарій  | • Лоран Тірар (Laurent Tirard) та Грегуар Віньєрон (Grégoire Vigneron) — «Мольєр»                                   | |
| Найкращий оригінальний сценарій  | • Олів'є Даан — «Життя у рожевому кольорі»                                                                          | |
| Найкращий адаптований сценарій   | | ★ Венсан Паронно та Маржан Сатрапі — «Персеполіс»                                                            |
| Найкращий адаптований сценарій   | • Крістиін Карр'єр (Christine Carrière) — «Дорога»                                                                  | |
| Найкращий адаптований сценарій   | • Клод Беррі — «Просто разом»                                                                                       | |
| Найкращий адаптований сценарій   | • Рональд Гарвуд — «Скафандр і метелик»                                                                             | |
| Найкращий адаптований сценарій   | • Наталі Картер та Клод Міллер — «Сімейна таємниця»                                                                 | |
| Найкраща музика до фільму        | | ★ Алекс Бопен (Alex Beaupain) за музику до фільму «Усі пісні лише про кохання»                               |
| Найкраща музика до фільму        | • Александр Деспла — «Близькі вороги»                                                                               | |
| Найкраща музика до фільму        | • Арчі Шепп — «І нехай усе танцює!»                                                                                 | |
| Найкраща музика до фільму        | • Олів'є Бернет — «Персеполіс»                                                                                      | |
| Найкраща музика до фільму        | • Збігнєв Прайснер — «Сімейна таємниця»                                                                             | |
| Найкращий монтаж                 | ★Жульєт Вельфлін (Juliette Welfling) — «Скафандр і метелик»                                                         | ★Жульєт Вельфлін (Juliette Welfling) — «Скафандр і метелик»                                                  |
| Найкращий монтаж                 | • Галія Лакруа та Каміль Тубкіс — «Кус-кус і барабулька»                                                            | |
| Найкращий монтаж                 | • Ів Белоньяк та Рішар Маріці — «Життя у рожевому кольорі»                                                          | |
| Найкращий монтаж                 | • Стефані Рош — «Персеполіс»                                                                                        | |
| Найкращий монтаж                 | • Вероніка Ланж — «Сімейна таємниця»                                                                                | |
| Найкраща операторська робота     | ★ Тецуо Наґата — «Життя у рожевому кольорі»                                                                         | ★ Тецуо Наґата — «Життя у рожевому кольорі»                                                                  |
| Найкраща операторська робота     | • Ів Анжело — «Друге дихання»                                                                                       | |
| Найкраща операторська робота     | • Джованни Фьйоре Кольтеллаччі () — «Близькі вороги»                                                                | |
| Найкраща операторська робота     | • Януш Камінський — «Скафандр і метелик»                                                                            | |
| Найкраща операторська робота     | • Жерар де Баттіста (Gérard de Battista) — «Сімейна таємниця»                                                       | |
| Найкращі декорації               | ★ Олів'є Рюкс (Olivier Raoux) — «Життя у рожевому кольорі»                                                          | ★ Олів'є Рюкс (Olivier Raoux) — «Життя у рожевому кольорі»                                                   |
| Найкращі декорації               | • Т'єррі Фламан (Thierry Flamand) — «Друге дихання»                                                                 | |
| Найкращі декорації               | • Крістіан Марті (Christian Marti (décorateur)) — «Жаку-бідняк»                                                     | |
| Найкращі декорації               | • Франсуаза Дюпертью (Françoise Dupertuis) — «Мольєр»                                                               | |
| Найкращі декорації               | • Жан-П'єр Кою-Свелко — «Сімейна таємниця»                                                                          | |
| Найкращі костюми                 | ★ Маріт Аллен (посмертно) — «Життя у рожевому кольорі»                                                              | ★ Маріт Аллен (посмертно) — «Життя у рожевому кольорі»                                                       |
| Найкращі костюми                 | • Корінн Жоррі — «Друге дихання»                                                                                    | |
| Найкращі костюми                 | • Жан-Даніель Віллермо — «Жаку-бідняк»                                                                              | |
| Найкращі костюми                 | • П'єр-Жан Ларрок (Pierre-Jean Larroque) — «Мольєр»                                                                 | |
| Найкращі костюми                 | • Жаклін Бушар — «Сімейна таємниця»                                                                                 | |
| Найкращий звук                   | ★ Марк Дуасне, Жан-Поль Урьє (Jean-Paul Hurier), Паскаль Віллар та Лоран Зейліґ — «Життя у рожевому кольорі»        | ★ Марк Дуасне, Жан-Поль Урьє (Jean-Paul Hurier), Паскаль Віллар та Лоран Зейліґ — «Життя у рожевому кольорі» |
| Найкращий звук                   | • Валері Делюф, Т'єррі Делор, Гійом Ле Бра (Guillaume Le Bras) та Аньєс Реве — «Усі пісні лише про кохання»         | |
| Найкращий звук                   | • Жермен Буле (Germain Boulay), Антуан Дефландре та Ерік Тіссеран — «Близькі вороги»                                | |
| Найкращий звук                   | • Самі Барде, Ерік Шевальє та Т'єррі Лебон — «Персеполіс»                                                           | |
| Найкращий звук                   | • Домінік Ґаборо, Жан-Поль Мюжель та Франсіс Варньє — «Скафандр і метелик»                                          | |
| Найкращий дебютний фільм         | ★ «Персеполіс» — продюсери: Марк-Антуан Робер, Ксав'є Ріґо, реж.: Маржан Сатрапі, Венсан Паронно                    | ★ «Персеполіс» — продюсери: Марк-Антуан Робер, Ксав'є Ріґо, реж.: Маржан Сатрапі, Венсан Паронно             |
| Найкращий дебютний фільм         | • «Ті, хто залишається» — реж.: Анн Ле Ні                                                                           | |
| Найкращий дебютний фільм         | • «Лише кохання?» (Et toi, t'es sur qui ?) — реж.: Лола Дуайон                                                      | |
| Найкращий дебютний фільм         | • «Водяні лілії» — реж.: Селін Ск'ямма                                                                              | |
| Найкращий дебютний фільм         | • «Усе пробачено» (Tout est pardonné) — реж.: Міа Гансен-Льов (Mia Hansen-Løve)                                     | |
| Найкращий документальний фільм   | ★ Адвокат терору / L'Avocat de la terreur (реж.: Барбет Шредер)                                                     | ★ Адвокат терору / L'Avocat de la terreur (реж.: Барбет Шредер)                                              |
| Найкращий документальний фільм   | • Закохані тварини / Les Animaux amoureux (реж.: Лоран Шарбоньє)                                                    | |
| Найкращий документальний фільм   | • Божевільні мудреці і розумні божевільні / Les Lip, l'imagination au pouvoir (реж.: Крістіан Руа)                  | |
| Найкращий документальний фільм   | • Перший плач / Le Premier Cri (реж.: Жиль де Местр)                                                                | |
| Найкращий документальний фільм   | • Повернення в Нормандію / Retour en Normandie (реж.: Ніколя Філібер)                                               | |
| Найкращий короткометражний фільм | ★ Моцарт серед кишенькових злодіїв / Le Mozart des pickpockets (реж.: Філіпп Поле-Віллар)                           | ★ Моцарт серед кишенькових злодіїв / Le Mozart des pickpockets (реж.: Філіпп Поле-Віллар)                    |
| Найкращий короткометражний фільм | • Девенеті / Deweneti (Ousmane) (реж.: Діана Ґайє)                                                                  | |
| Найкращий короткометражний фільм | • Перша поїздка / Premier voyage (реж.: Грегуар Сіван)                                                              | |
| Найкращий короткометражний фільм | • Прогулянка / La promenade (реж.: Марина де Ван)                                                                   | |
| Найкращий короткометражний фільм | • Рашель / Rachel (реж.: Фрідерік Мерму)                                                                            | |
| Найкращий фільм іноземною мовою  | Німеччина ★ Життя інших / Das Leben der Anderen (Німеччина, реж. Флоріан Генкель фон Доннерсмарк)                   | Німеччина ★ Життя інших / Das Leben der Anderen (Німеччина, реж. Флоріан Генкель фон Доннерсмарк)            |
| Найкращий фільм іноземною мовою  | Румунія • 4 місяці, 3 тижні та 2 дні / 4 luni, 3 saptamâni si 2 zile (Румунія, реж. Крістіан Мунджіу)               | |
| Найкращий фільм іноземною мовою  | Туреччина • На краю раю / Auf der anderen Seite (Туреччина, Німеччина, реж. Фатіх Акін)                             | |
| Найкращий фільм іноземною мовою  | США • Хазяї ночі / We Own the Night (США, реж. Джеймс Грей)                                                         | |
| Найкращий фільм іноземною мовою  | Канада • Порок на експорт / Eastern Promises (Канада, Велика Британія, США, реж. Девід Кроненберг)                  | |

### Спеціальні нагороди
| Нагорода         | Лауреати        | Лауреати          |
| ---------------- | --------------- | ----------------- |
| Почесний «Сезар» | Роберто Беніньї | ★ Роберто Беніньї |
| Почесний «Сезар» | Жанна Моро      | ★ Жанна Моро      |